# 丹宗朝子
丹宗 朝子（たんそう ともこ、1932年1月16日 - ）は、日本の裁判官、弁護士。浦和地方裁判所長や東京高等裁判所部総括判事、男女共同参画審議会委員などを務めた。福岡県出身。

## 略歴
- 1955年 - 九州大学法学部卒業[1]
- 1957年 - 判事補任官
- 1967年 - 福岡地方裁判所判事
- 1972年 - 札幌地方裁判所判事
- 1976年 - 札幌地方裁判所部総括判事
- 1979年 - 大阪高等裁判所判事
- 1982年 - 大阪家庭裁判所部総括判事
- 1984年 - 大阪地方裁判所部総括判事
- 1987年 - 高知地方裁判所長
- 1988年 - 浦和家庭裁判所長
- 1989年 - 浦和地方裁判所長
- 1991年 - 東京高等裁判所部総括判事
- 1997年 - 定年退官
- 1998年 - 建設省中央建設工事紛争審査会委員
- 1999年 - 総理府男女共同参画審議会委員
- 2002年 - 勲二等瑞宝章受賞

## 人物
大学在学中に司法試験に合格。女性裁判官が地方裁判所長になるのは丹宗が2人目で、家庭裁判所長も含めると4人目。

## 裁判
- ロス事件の三浦和義被告が、読売新聞社を相手に虚偽の報道をされ、名誉を傷つけられたとして争った裁判で、請求を退けた一審判決を変更し、新聞社側に慰謝料の支払いを命じた。

## 雑誌記事
- 『家事審判例の軌跡-5-家事調停手続の審判例を中心として』p.p1 - 73（家庭裁判月報、最高裁判所編、1984年）